# هیلده هولگر
هیلده هولگر (آلمانی: Hilde Holger; ۱۸ اکتبر ۱۹۰۵ – ۲۴ سپتامبر ۲۰۰۱) رقصنده، طراح و مربی رقص اکسپرسیونیست اهل اتریش بود. اجراهای پیشگامش در شیوهٔ رقص یکپارچه، رقص مدرن را متحول کرد.